# Sicherungstruppen
De Sicherungstruppen (letterlijk: Beveiligingstroepen) van de Duitse Heer, waren tijdens de Tweede Wereldoorlog verantwoordelijk voor de beveiliging van het in de achterhoede gelegen oorlogsgebied. De leden van deze beveiligingstroepen waren vaak betrokken bij oorlogsmisdrijven tegen partizanen (Bandenbekämpfung) en bij de holocaust.

## Geschiedenis
Begin 1941 werden de eerste Sicherungstruppen voor operatie Barbarossa opgericht. Deze eenheden werden voor een gedeelte door hernoemen van bestaande divisies van het derde echelon te hernoemen (Landweer-divisies) opgebouwd. 
De Sicherungstruppen zijn samengesteld als een grootverband uit:
- Divisies
- Brigades

## Samenstelling van de troepen
Leden van de Sicherungstruppen waren samengesteld uit:
- Soldaten uit de militaire reserve van frontregimenten;
- Soldaten van de Landweer-eenheden, deze eenheden bestonden uit oude- (ouder dan 35 jaar) en slecht opgeleide mannen;
- Politieagenten van de Geheime Feldpolizei;
- Politieagenten van de Ordnungspolizei;
- Uit krijgsgevangene, de meesten uit de Sovjet-Unie die lid waren van etnische minderheden zoals Georgiërs, Oekraïners, Tataren en Azerbeidzjanen.

## Sicherungstruppen van de Heer
Het bestond uit de volgende beveiligingsdivisies van het Heer:
- 52. Sicherungs-Division
- 201. Sicherungs-Division
- 203. Sicherungs-Division
- 207. Sicherungs-Division
- 213. Sicherungs-Division
- 221. Sicherungs-Division
- 281. Sicherungs-Division
- 285. Sicherungs-Division
- 286. Sicherungs-Division
- 325. Sicherungs-Division
- 390. Sicherungs-Division
- 391. Sicherungs-Division
- 403. Sicherungs-Division
- 444. Sicherungs-Division
- 454. Sicherungs-Division

Deze Sicherungsdivisies van de Heer moeten niet verward worden met die van de Kriegsmarine. Die Sicherungsverbanden van de Kriegsmarine bestonden uit mijnvegers, verkenningsboten en soortgelijke flottieljes.

## Sicherungsbrigades van de Heer
Er waren de volgende beveiligingsbrigades:
- Sicherungs-Brigade 74
- Sicherungs-Brigade 201
- Sicherungs-Brigade 202
- Sicherungs-Brigade 203
- Sicherungs-Brigade 204